# Prokarioti
Prokarioti (Procarya, Procaryota; od starogrčkog pro = prije, ranije i karyon = orah, jezgra), ranije Monera, jednostanična su živa bića jednostavne građe koja imaju staničnu stijenku i membranu, ali nemaju staničnu jezgru (nemaju oblikovanu jezgrinu ovojnicu), ni organele, osim ribosoma. Razvili su se prije otprilike 2 milijarde i 100 milijuna godina.
U sustavu dvije domene koji je proizašao iz djela Édouarda Chattona, prokarioti su svrstani u domenu Prokaryota. Ali u sustavu s tri domene, na temelju molekularne analize, prokarioti su podijeljeni u dvije domene: Bakterije (ranije Eubacteria) i Arheje (nekada Archaebacteria), dok su svi ostali, jednostanični ili višestanični organizmi, eukarioti. Takav tip stanice naziva se protocit.
U citoplazmi prokariotskih stanica DNK je slobodno smješten kao jezgrin ekvivalent, nukleoid. U ovim stanicama je najčešće po samo jedan jedini kromosom koji ne sadrži histoproteine poput stanice eukariota. Kromosom bakterija najčešće se sastoji od samo jedne zatvorene molekule DNK. Samo neki prokarioti sadrže linearne kromosome.
Promjer stanica prokariota između je 0,2 µm (mikoplazme) i 2 µm, ali postoje i vrste čiji promjer u prosjeku seže do 100–300 µm pa i 700 µm (Thiomargarita namibiensis). Neke duguljaste bakterije imaju duljinu od nekoliko stotina mikrometara, a najveća poznata, Thiomargarita magnifica, prosječne je duljine oko 10 milimetara.
Sljedeća svojstva obilježavaju prokariote:
- nemaju stanične organele kao na primjer mitohondrij, nemaju plastide (osim rijetkih iznimaka) ali više od svega, nemaju staničnu jezgru. Genom, DNK kao i polimeraze su slobodni u citoplazmi. Transkripcija i translacija kod biosinteze proteina odvijaju se u citoplazmi;
- u usporedbi s eukariotima, imaju manje ribosome;
- kompleksno građena stanična ovojnica i dijelom postojanje druge stanične membrane; Peptidoglikan (spoj šećera i aminokiselina) nalazi se samo u staničnim stijenkama bakterija;
- jednostavni oblici;
- jednostavno, bespolno razmnožavanje, najčešće diobom;
- raznovrsni načini razmjene tvari;
- visoka fiziološka prilagodljivost;
- neki mogu živjeti u vrlo ekstremnim uvjetima (temperatura iznad 100°C, kiseli okoliš (pH 1-4), visoki hidrostatički pritisak (1000 bara)).

## Podjela
1. Eubacteria Cavalier-Smith
2. Incertae sedis
  1. †Kakabekia Barghoorn, 1965, taksonomski status priznat; 5 vrsta
  2. Paraplectonema Frémy, 1930, taksonomski status nepoznat; 1 vrsta
  3. Pelosigma Lauterborn, 1915, taksonomski status nepoznat; 1 vrsta

## Vanjske poveznice
|  | Zajednički poslužitelj ima još gradiva o temi Prokarioti |